# Vaporizer

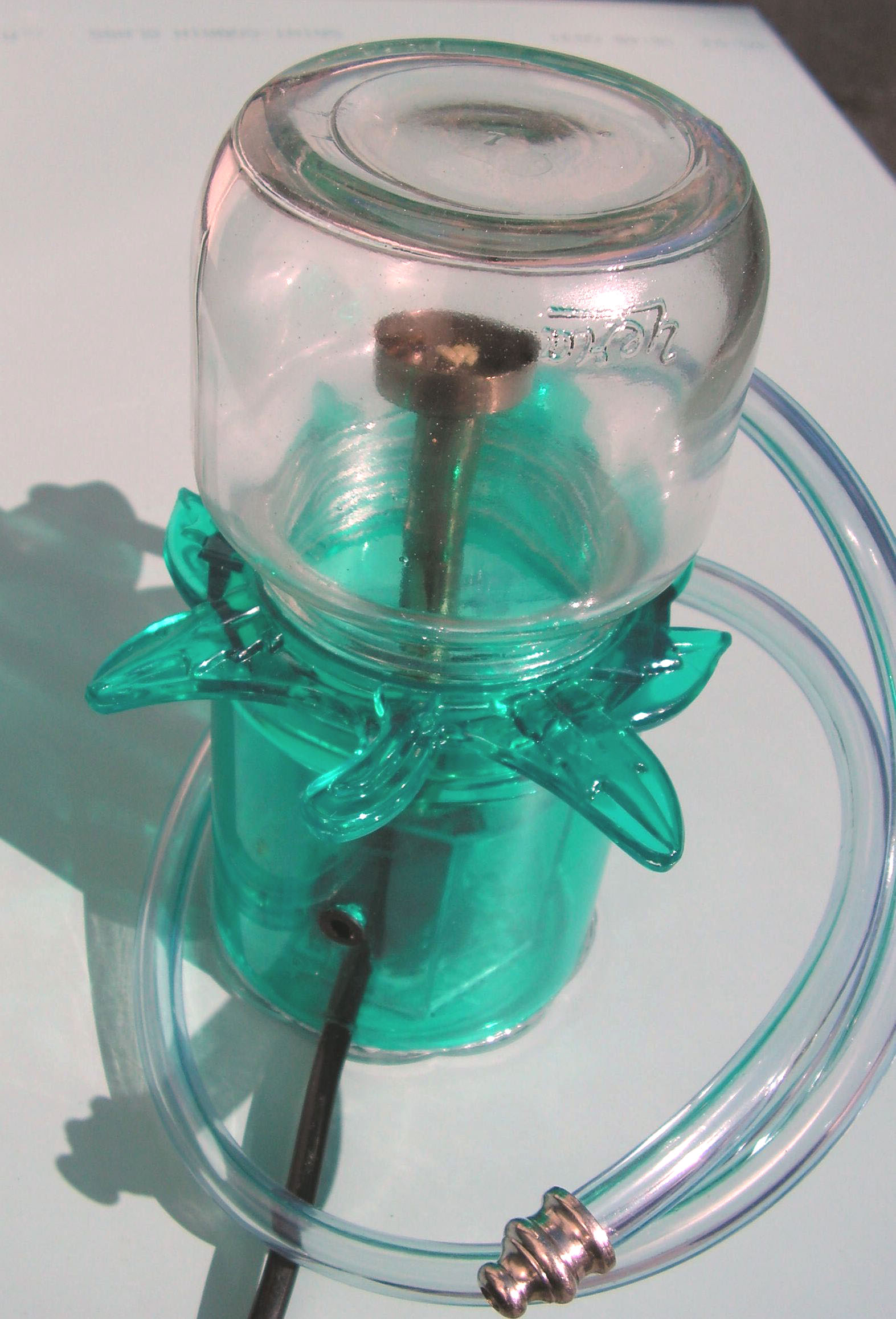
En Vaporizer från 1990-talet.

Vaporizer, en sorts pipa där rökmaterialet är inneslutet i en behållare. Istället för en vanlig pipa med öppen kopp där man eldar i koppen är vaporizern "stängd" och man eldar på utsidan av behållaren. Rökmaterialet värms då upp för att till slut förångas. Till skillnad från vanliga pipor andas man inte in röken av ett förbränt ämne, utan gasformen av dess aktiva substanser. En vaporizer är därför hälsosammare än de flesta andra pipor[källa behövs]. 
Även elektriskt uppvärmda "rökdon" förekommer på marknaden, värmekällan kan vara en lödkolv som försetts med en liten skål för substansen, eller begagna sig av ir-strålning från någon form av lampa, ofta av halogentyp. Den förgasade substansen samlas upp i någon form av behållare, påse eller glaskärl och inhaleras när mängden ångor nått lämplig nivå. Dyrare modeller har reglerbar temperatur och display som visar uppnått värde. 